# NHK×日テレ コラボウィーク
『NHK×日テレ コラボウィーク』（NHK にっテレ コラボウィーク）は、2023年3月12日 - 19日にかけて放送されたNHKと日本テレビの共同企画。

## 概要
NHK・日本テレビ両局がテレビ放送を開始した1953年から70周年を迎えることを記念した共同企画。期間中、NHK・日本テレビの人気番組同士で相互出演などコラボレーションを繰り広げた。そして、最終日の3月19日はMCにNHKで『有吉のお金発見 突撃!カネオくん』、日本テレビで『有吉ゼミ』・『有吉の壁』と双方の局で冠レギュラー番組のMCを担当している有吉弘行、NHKから青井実アナ・桑子真帆アナ、日本テレビから藤井貴彦アナ・岩田絵里奈アナが出演し、「テレビとは、○○だ」をテーマに両局の膨大なアーカイブをあらゆる斬り口で掘り下げる両局が提携した特番『TV70年特番「テレビとは、○○だ」』を第1部は日本テレビ、第2部はNHKからそれぞれ生放送した。

## 放送内容・企画

### 3月12日
どーも、NHK（NHK総合）
同月1日に行われた青井実、桑子真帆、藤井貴彦、岩田絵里奈が出席した会見や『ダーウィンが来た!』、『有吉の壁』、『サラメシ』の撮影模様を通じて企画を紹介し、ゲストにテリー伊藤と桑子真帆、そらジローが出演した。
NHKのど自慢（NHK総合・NHKラジオ第1）/ 行列のできる相談所（日テレ）
両番組のコラボレーション企画を実施。
『NHKのど自慢』（青森県八戸市・八戸市公会堂から生放送）には『行列』メンバーの北村晴男と吉田沙保里が前日の予選会に参加し、北村が「真夏の果実」（サザンオールスターズ）、吉田が「未来へ」（Kiroro）を歌い、北村が予選敗退、吉田が本番に出場する19組に選ばれた（本番では鐘2つ）。予選会に芸能人が参加するのは番組史上初。また、ゲストとして出演した青森県出身の王林が倖田來未の「愛のうた」を披露し、鐘がいくつ鳴るかに挑戦した。
『行列』には『NHKのど自慢』司会（当時）の小田切千と鐘奏者の秋山気清がゲスト出演し、のど自慢の歴史・名場面が紹介された。また、北村と吉田の『のど自慢』挑戦の模様を放送したほか、スタジオで東野幸治らが当日の生放送を鑑賞する模様を放送し、番組の最後にはのど自慢本番終了後の八戸市公会堂と中継した。
笑点（日テレ）
『チコちゃんに叱られる!』（NHK総合・3月17日放送回）とのコラボレーション企画を実施。
大喜利コーナーにチコちゃんが登場し、司会の春風亭昇太とともに進行した。「5歳と85歳の違い」「様々な「70」を考えて」「チコちゃんを誘って一言」のお題で大喜利をし、座布団が一番多かった春風亭一之輔がチコちゃんと一緒に「ボーッと生きてんじゃねーよ」と叱れる権利を獲得して披露した。
ザ!鉄腕!DASH!!（日テレ） / ダーウィンが来た!（NHK総合）
「鉄腕ダーウィン」の名前で両番組のコラボレーション企画を実施。同時間帯に放送される番組同士での異例のコラボレーションとなった。
『鉄腕DASH』ではヘドロの海だった横浜市の入り江の再生に挑む「横浜DASH海岸」に生き物撮影のスペシャリストである『ダーウィンが来た!』の撮影クルーが登場し、NHKにしかないリモートカメラを利用しながら、潜水撮影60時間、水中素材704時間に及ぶ撮影でニクハゼの捕食シーンやヒメイカの捕食・交接シーン、マハゼの巣穴掘り・求愛行動の撮影に成功した。なお、放送時間内に収まりきれなかった部分も多数発生したため、2023年4月30日に未公開部分が放映された。
『ダーウィン』では、このコラボレーションを企画した、元日テレアナウンサーで同志社大学助教の桝太一がロケスタッフとして参加し、2019年に突如出現した三宅島のザトウクジラや2020年に突如出現した伊豆大島のマイワシの大群といった海の大異変を調査した。また、DASH海岸へ潜入取材した模様も放送した。

### 3月13日
ZIP! / バゲット / ヒルナンデス! / news every.（以上日テレ）
各番組にNHKのマスコットキャラクター・どーもくんが各番組に出演し、企画をPR。
『ZIP!』では6時台後半の天気予報「ZIP!WEATHER」、番組の終盤にはスタジオ内にも登場。『バゲット』では天気予報「バゲットWeather」、『ヒルナンデス!』では番組のエンディング、『news every.』では16時台後半の天気予報「あすのワンポイント」にそらジローとともに登場した。

### 3月14日
踊る!さんま御殿!!（日テレ）
「NHK×日テレ 夢の共演SP!」と題して、両局のアナウンサーがそれぞれ出演する特別企画を放送。
NHKからは高瀬耕造、糸井羊司、鈴木奈穂子、杉浦友紀、西川典孝、森下絵理香、日本テレビから豊田順子、藤井貴彦、辻岡義堂、水卜麻美、岩田絵里奈、黒田みゆが出演し、「実は私コレが苦手なんです!」「私が今どっぷりハマってる事」をテーマにトークを展開した。「今週の踊る!ヒット賞!!」には「コゾウじゃなくてコウゾウです」と発言した高瀬耕造が選ばれた。

### 3月15日
有吉の壁（日テレ）
「テレビ局の壁を越えろ!おもしろNHKの人選手権」と題して、壁芸人たちがNHK放送センターにいそうな人になりきり有吉弘行や佐藤栞里を笑わせる企画を行った。また、ゲストとしてどーもくんやうさじい、『あさイチ』から博多華丸、『おとうさんといっしょ』からシュッシュ、『みんなで筋肉体操』から武田真治が登場したり、『あさイチ』・『きょうの料理』のスタジオやスタッフルームを利用したネタやNHKの番組を元にしたネタが放送された。

### 3月16日
連続テレビ小説「舞いあがれ!」（NHK総合）
『クイズ!あなたは小学5年生より賢いの?』（日テレ・3月17日放送分）とのコラボレーション企画として、番組のエンディングで行われている視聴者投稿コーナー「空飛ぶ○○!」に番組出演者であるりこ、あらた、たいし、なつき、ゆめが「空飛ぶ5年生!なかよし5人」として大縄跳びを飛ぶ様子が紹介された。
ぐるナイ（日テレ）
『チコちゃんに叱られる!』（NHK総合・3月17日放送回）とのコラボレーション企画を実施。
グルメチキンレース・ゴチになります!24のゲストとしてチコちゃんが登場し、両番組に出演している岡村隆史とともにペアで参加したり、レギュラー陣やVIPチャレンジャーの郷ひろみや斎藤工に対して食材にまつわるクイズを出題した。この回では「ボーっと生きてんじゃねーよ!SP」と題して、出演者が「ボーッとしているエピソード」を明かしたり、SPメニューを賭けたゲームでは「グラグラしながらジェスチャーしてんじゃねーよゲーム!」に挑戦した。また、岡村が毎回食べたときに行うポーズ「おいC」をチコちゃん、そらジロー、ダベアとともにやり、局の垣根を越えた共演が行われた。
サラメシ（NHK総合）
「祝テレビ放送70年!まるごと日テレSP」と題して、日本テレビ本社の受付ロビーにセットを置いて、系列制作会社の副社長やディレクター、藤井貴彦、水卜麻美から食べたランチをジェスチャーにしてもらい当てる「満腹おすそ分け クイズ!私のランチ」、水卜に1週間のランチを自撮りしてもらう「水卜麻美アナウンサーの1週間自撮りランチ!」、ひなたサンマリンスタジアム宮崎で行われた読売ジャイアンツの春季キャンプを取材するスポーツ局のディレクターを密着した「巨人担当の高田さんにキャンプメシの昼がきた」、取材を自薦したニュース映像の編集者に密着した「技術統括局の戸部さんに昼がきた」、『笑点』大喜利メンバーとして知られた六代目三遊亭円楽が愛したうなぎを取り上げた「あの人が愛した昼メシ」を放送した。

### 3月17日
クイズ!あなたは小学5年生より賢いの?（日テレ）
『舞いあがれ!』・『天才てれびくんhello,』とのコラボレーション企画を実施。
『舞いあがれ!』からは浅田芭路、『天才てれびくんhello,』からはみやぞんが挑戦し、浅田は10問目、みやぞんは11問目（最終問題）で不正解となった。また、浅田は『舞いあがれ!』から福原遥の応援メッセージVTRが流れ、みやぞんは『天才てれびくんhello,』からてれび戦士のてっしょうとめいが助っ人小学生として参加した。
チコちゃんに叱られる!（NHK総合）
『笑点』・『ぐるナイ』とのコラボレーション企画「NHK・日テレ放送70年記念 笑点・ぐるナイまとめて叱っちゃうわよスペシャル」と題して放送。『笑点』からは林家木久扇、『ぐるナイ』からは増田貴久がゲスト出演した。また、増田とレギュラー解答者である岡村隆史は「グルメチキンレース・ゴチになります!」の制服で参加した。増田には「懐石料理の石ってなに?」岡村には「おめでたいときに「バンザイ」と言うのはなぜ?」、木久扇には「なぜおじさんのくしゃみはうるさい?」が質問されたが、「懐石料理の石ってなに?」のVTRには『ぐるナイ』から羽鳥慎一、盛山晋太郎、小芝風花が出演し、「なぜおじさんのくしゃみはうるさい?」のVTRには『笑点』から春風亭昇太、三遊亭好楽、三遊亭小遊三、林家たい平、桂宮治、山田隆夫が出演した。

### 3月18日
Venue101（NHK総合）
『有吉の壁』とのコラボレーション企画として、同番組の「ブレイクアーティスト選手権」から誕生した友近、きつね、ロングサイズ伊藤、益子卓郎、森慎太郎によるユニット「渚ハニーとサザナミダーリン's」が出演し、「I love chu♡kimiに夢中」をJKボンバーズ（インポッシブル）、サーマート・パチャラ・インジワット・ムアチャイ（とにかく明るい安村）、ジャンボ尾形（尾形貴弘）といった壁芸人のキャラたちとともに披露した。また、ステージを出演者全員で判定して「Venue101の壁」をクリアできるかに挑戦したが、司会の濱家隆一のみが×判定となったため、クリアならずとなった。番組の最後に披露したハマいくの「ビートDEトーヒ」のダンスにも渚ハニーとサザナミダーリン'sや壁芸人がコラボで参加した。

### 3月19日
日テレ×NHK TV70年特番「テレビとは、○○だ」（日テレ）
NHK×日テレ TV70年特番「テレビとは、○○だ」（NHK総合）

## テレビとは、○○だ
『テレビとは、○○だ』（てれびとは、まるまるだ）は、2023年3月19日に生放送されたバラエティ番組。NHKと日本テレビの共同制作で、第1部（10:25 - 11:25）が日本テレビで、第2部（13:05 - 14:20）がNHK総合で放送された（第1部をTVerで、第2部をNHKプラスでそれぞれ見逃し配信を実施）。

### 概要
NHK・日本テレビの両局がテレビ放送を開始した1953年から70周年を迎えることを記念した共同制作番組。「テレビとは、○○だ」をテーマにNHK・日本テレビ両局のテレビ放送70年間に及ぶ膨大なアーカイブを7つのテーマから掘り下げて、MCである有吉弘行にNHK・日本テレビのどちらが刺さった映像だったかをテーマごとに判定してもらう番組。MCであるNHKの青井実アナ・桑子真帆アナ、日本テレビの藤井貴彦アナ・岩田絵里奈アナは局の代表として有吉に向けてプレゼンする役割を担った。また、番組内では視聴者がもう1度見たい、テレビに映ったあの人を探してほしいといった視聴者のリクエストを受けて両局のアーカイブ映像の中から探索する「アナタが映った映像探します!テレビ大捜索!」「みなさまのアーカイブ大捜索」も行われた。公共放送と民間放送の違いをも浮き彫りにしながら、出演者がテレビの過去・現在・未来を語り尽くす番組となった。放送は第1部では第1勝負から第3勝負を日本テレビのスタジオから、第2部では第4勝負から第7勝負をNHKのスタジオからそれぞれ生放送し、対決でNHKが4つ、日本テレビが3つのテーマで軍配があがり、NHKが勝利した。

### 出演者
MC
- 有吉弘行
- NHKアナウンサー
  - 青井実
  - 桑子真帆
- 日本テレビアナウンサー
  - 藤井貴彦
  - 岩田絵里奈

第1部ゲスト
スタジオゲスト（パネラー）
- テリー伊藤
- 向井慧
- ゆうちゃみ

証言ゲスト
- 小杉善信（『それは秘密です!!』・『どっきりカメラ』ディレクター）

第2部ゲスト
進行役
- はに丸（声：田中真弓）

スタジオゲスト（パネラー）
- 平野レミ
- 岡田結実
- 武田真治

証言ゲスト
- 中西紀雄（『大アマゾン』水中カメラマン）
- 佐々木元（『世界初撮影!深海の超巨大イカ』プロデューサー・『ハイビジョン生中継「知られざる氷の大陸」』ディレクター）
- 佐藤孝吉（『1000年の眠りから今醒める インカ帝国の謎のミイラ大解体!!』・『ピラミッド再現計画』ディレクター）
- 古市馨（はに丸の産みの親の一人）

### スタッフ
第1部
- 企画・演出：宮森宏樹
- 監修：三浦伸介
- 構成：しゃーくおかだ、町田直也
- TM：鎌倉和由
- TD：鈴木裕美
- SW：小林宏義
- CAM：矢作陽一
- MIX：宮内貞
- VE：喜屋武寛之
- 照明：小笠原雅登
- 美術プロデューサー：髙野泰人
- デザイナー：熊崎真知子、佐藤香穂里
- 大道具：山田俊広
- メイク：家崎裕子
- 技術協力：NiTRO、ヌーベルアージュ
- 美術協力：日テレアート
- 編集：増田功紀
- MA：直江泰輔
- 音効：小田切暁
- V出し：大久保健
- テロップ保守：佐久間丈貴
- ECG：宮前芳恵、齋藤さやか
- モニター：吉邑光司、一由雄太
- アニメ事業部：高橋雄一、今井蘭泉
- 資料協力：社報・資料室
- 編成：廣瀬由紀子
- 宣伝：村上淳一
- アーカイブ：小倉徹、大塚祐輝、稲葉真丈、石井佑司、望月直央
- TK：山岸由佳
- デスク：高桑繭子
- FD：川名良和、新田海
- ディレクター：小林瑤一朗、大納啓汰、市川大作、久保陸、田中健太、加藤汐音、石岡桜咲/高橋彩、羽石宏輝、木場万尋
- チーフディレクター：中山準士
- プロデューサー：合田伊知郎、池田潔美、向山典子、杉本朋子、満尾晋介/井艸麻衣、村松真里奈
- チーフプロデューサー：倉田忠明
- 映像提供：NHK
- 制作協力：いまじん
- 製作著作：日本テレビ
第2部
  - 制作：NHKエンタープライズ
  - 制作協力：テレビマンユニオン
  - 制作・著作：NHK